# Forcipomyia dowi
Forcipomyia dowi är en tvåvingeart som beskrevs av Bystrak och Wirth 1978. Forcipomyia dowi ingår i släktet Forcipomyia och familjen svidknott. Inga underarter finns listade i Catalogue of Life.